# Imjin
Sông Imjin (tiếng Hàn: 임진강 ở Hàn Quốc) hoặc sông Rimjin (tiếng Triều Tiên: 림진강 ở Bắc Triều Tiên) (Hán Việt: Lâm Tân giang) là con sông lớn thứ 7 ở Triều Tiên, chảy qua cả hai miền Bắc và Nam bán đảo Triều Tiên. Sông chảy từ bắc xuống nam, vượt qua Khu phi quân sự và đổ ra sông Hán Giang (chảy qua Seoul), ở đoạn rất gần nơi đổ ra Hoàng Hải. Sông không trùng tên với Imjin Waeran, cuộc chiến tranh xâm lược của Nhật Bản với Triều Tiên vào cuối thế kỉ 16.

## Lịch sử
Sông Imjin là nơi từng diễn ra hai trận đánh lớn: Trận sông Imjin trong Chiến tranh Nhật Bản-Triều Tiên vào năm 1592, và Trận sông Imjin trong chiến tranh Triều Tiên.

## Đặc điểm

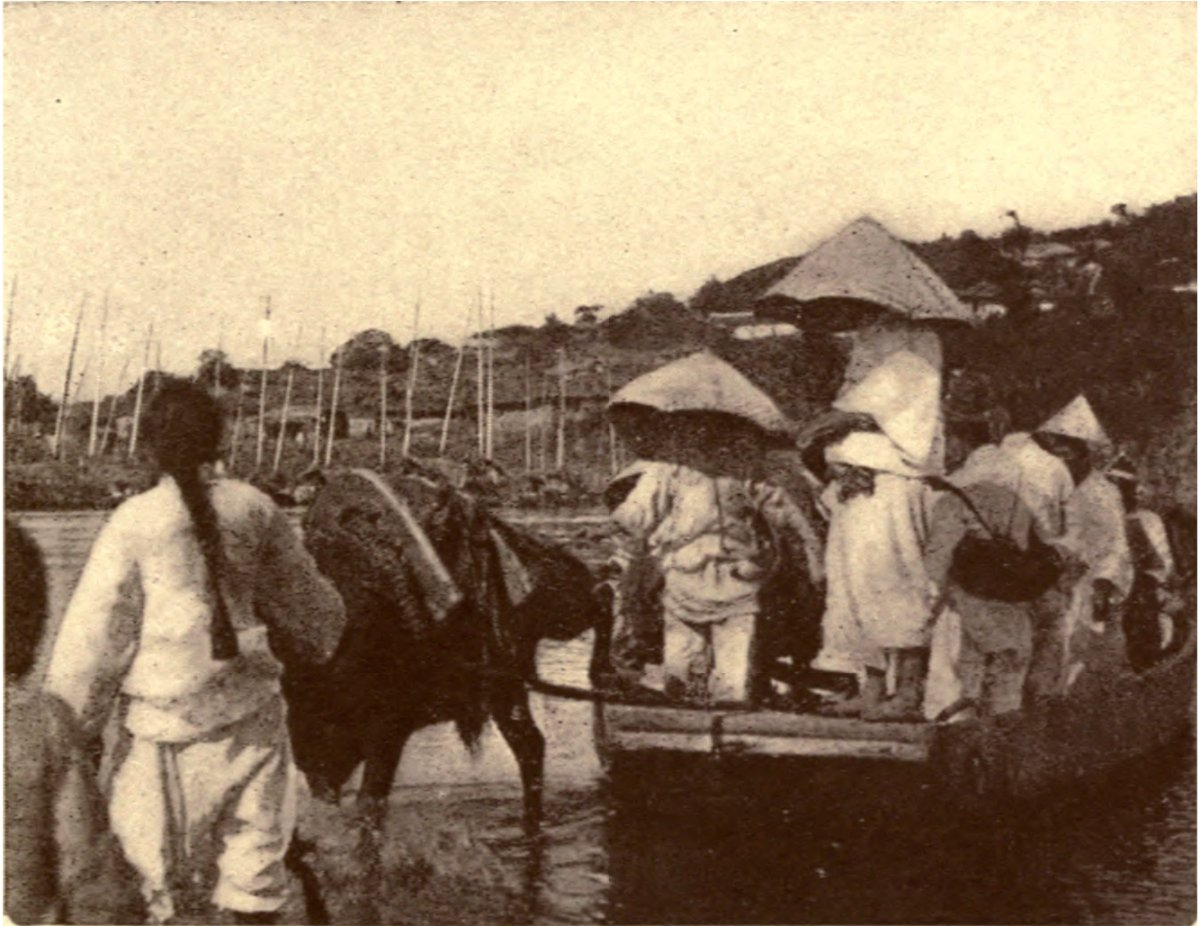
Phà qua sông Imjin vào năm 1889

Luồng lạch có thể đi lại sông Imjin chỉ khoảng 50 đến 65 mét trong tổng chiều rộng 1.200 foot (370 m) của lòng sông vào mùa khô, được bao bọc bởi các vách đá gần như thẳng đứng với chiều cao xấp xỉ 75 foot (23 m) so với mức nước sông. Vào mùa mưa trên bán đảo từ tháng 7 đến tháng 8, sông Imjin trở thành một dòng nước chảy xiết, bị giới hạn phần lớn bởi các vách đá dốc bên hai bờ. Sông Imjin được cung cấp nước từ các phụ lưu lớn cũng như các dòng suối nhỏ, dòng sông đạt mức lũ cao đến 48 foot (15 m) trên mực nước trung bình và vận tốc đạt 15 tới 20 foot trên giây (6 m/s).
Vào mùa đông, những cơn gió lạnh giá thổi qua Imjin; nhiệt độ dưới không khiến một lớp băng mỏng hình thành trên sông. Sự lên xuống của mực nước sông, sự xuống thấp đặc biệt của thủy triều, việc tan băng, và một lượng lớn băng trôi chồng lên đã khiến việc đi lại trở nên khó khăn.
Nhiều người Hàn Quốc đặt cho sông Imjin biệt danh là "Dòng sông chết chóc" do một số lượng lớn thi thể trôi xuống từ miền Bắc. Sự xuất hiện gần đây nhất là vào nạn đói chính của thập niên 1990 khi hàng triệu người dân miền bắc được tin là chết đói vì thiếu dinh dưỡng.

## Trong văn hoá đại chúng
Trong tiểu thuyết được nhiều người biết đến MASH: A Novel About Three Army Doctors, đơn vị MASH 4077 đóng quân gần một nhánh của sông Rimjin.
Sông Rimjin là chủ đề của một bài hát rất nổi tiếng ở Bắc Triều Tiên, "Rimjingang", được đặt theo tên con sông. Nó được sáng tác năm 1957 với lời bài hát được viết bởi nhà thơ Bắc Triều Tiên Pak Se-yong. Đây là một bài hát bị cấm được biết đến rộng rãi ở Bắc Triều Tiên, vì nhắc đến sông Rimjin như một biểu tượng hoà bình xuyên suốt từ bắc chí nam. Bài hát này mô tả nỗi buồn của một quê hương bị chia cắt và ám chỉ đến lịch sử ô nhục của dòng sông. Bài hát sau này trở nên phổ biến ở Nhật Bản khi nó được hát lại bởi The Folk Crusaders.